# Wiesentfels
Wiesentfels ist ein Gemeindeteil der Stadt Hollfeld im Landkreis Bayreuth (Oberfranken, Bayern). Die Gemarkung Wiesentfels hat eine Fläche von 8,165 km². Sie ist in 674 Flurstücke aufgeteilt, die eine durchschnittliche Flurstücksfläche von 12114,57 m² haben. In ihr liegt neben dem namensgebenden Ort der Gemeindeteil Loch.

## Lage
Das Dorf liegt in der Fränkischen Schweiz am Oberlauf der Wiesent und wird überragt von der Burg Wiesentfels, die auf einem 40 Meter hohen Felsen über dem Tal steht.

## Geschichte
Wiesentfels wurde am 1. Januar 1972 nach Hollfeld eingemeindet.

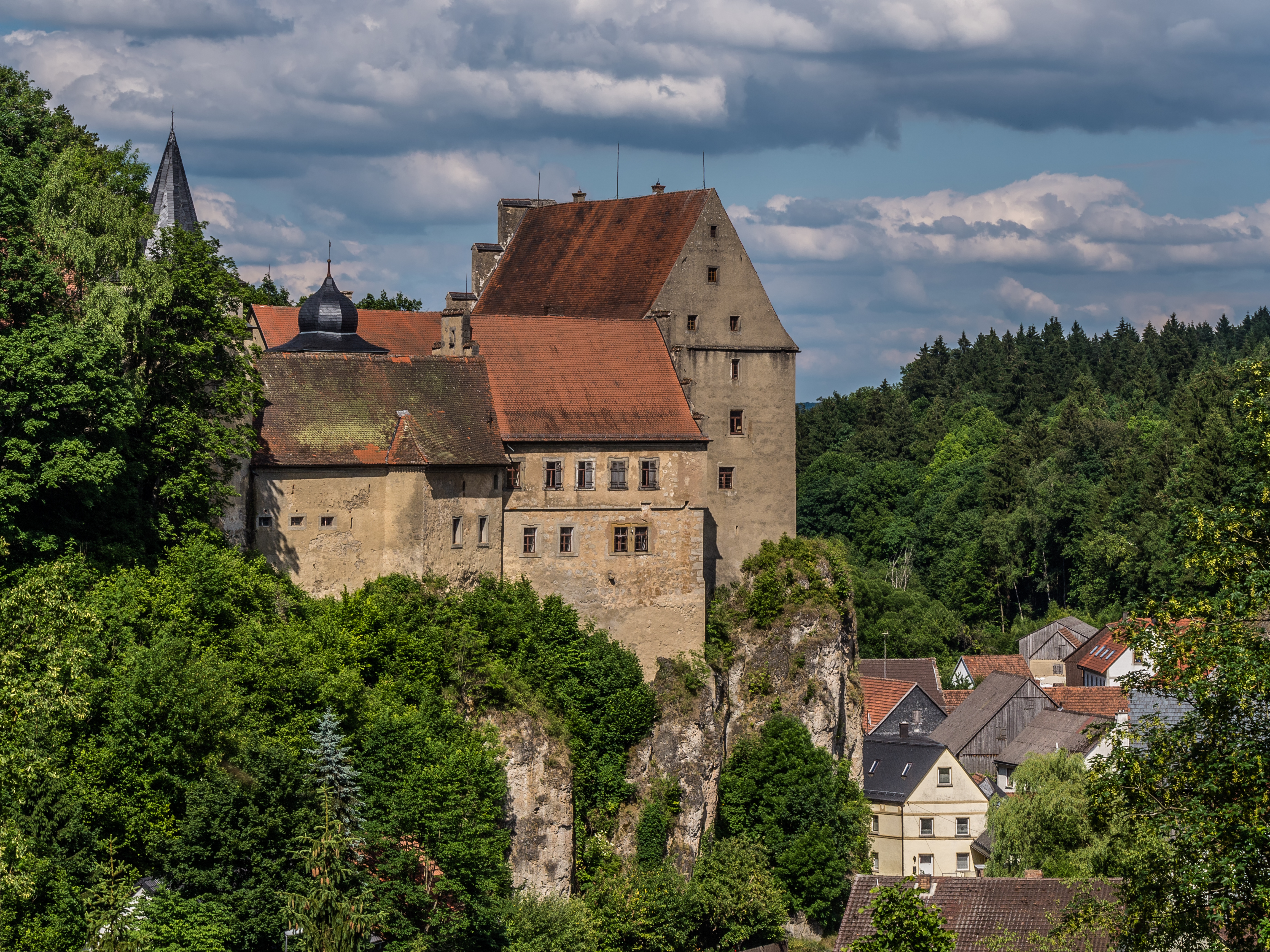
Burg Wiesentfels
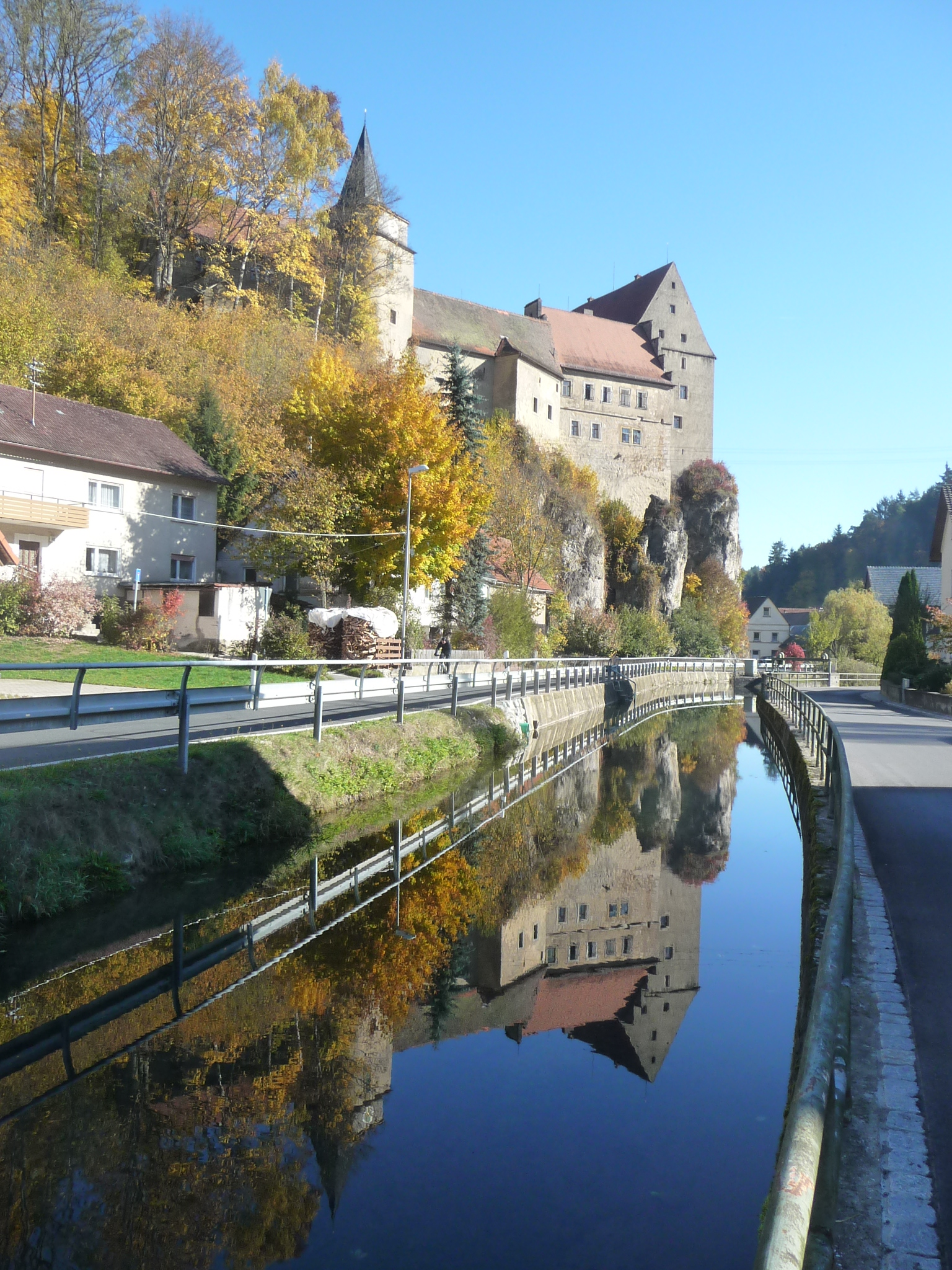
Wiesent in Wiesentfels
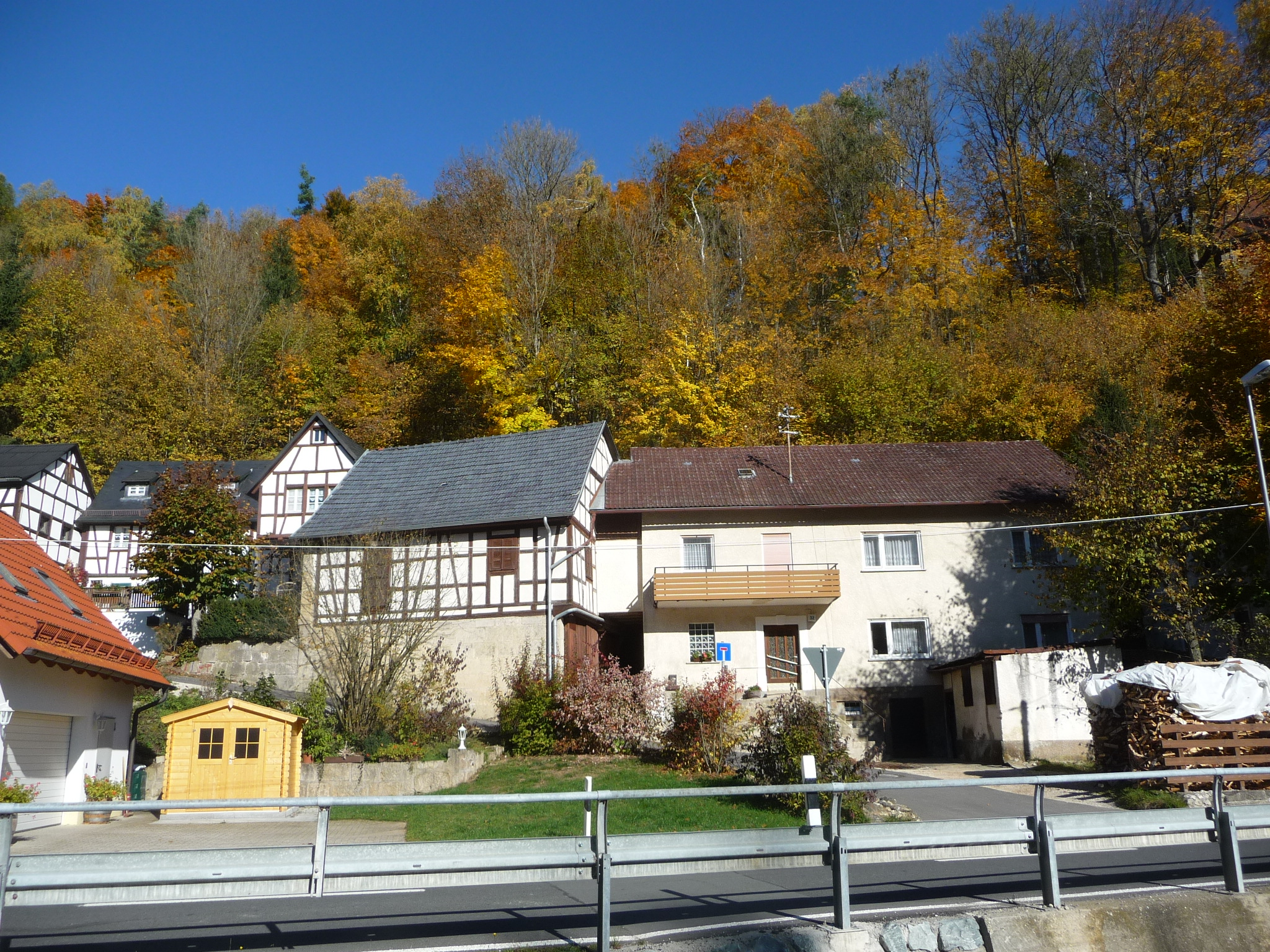
Häuser in Wiesentfels
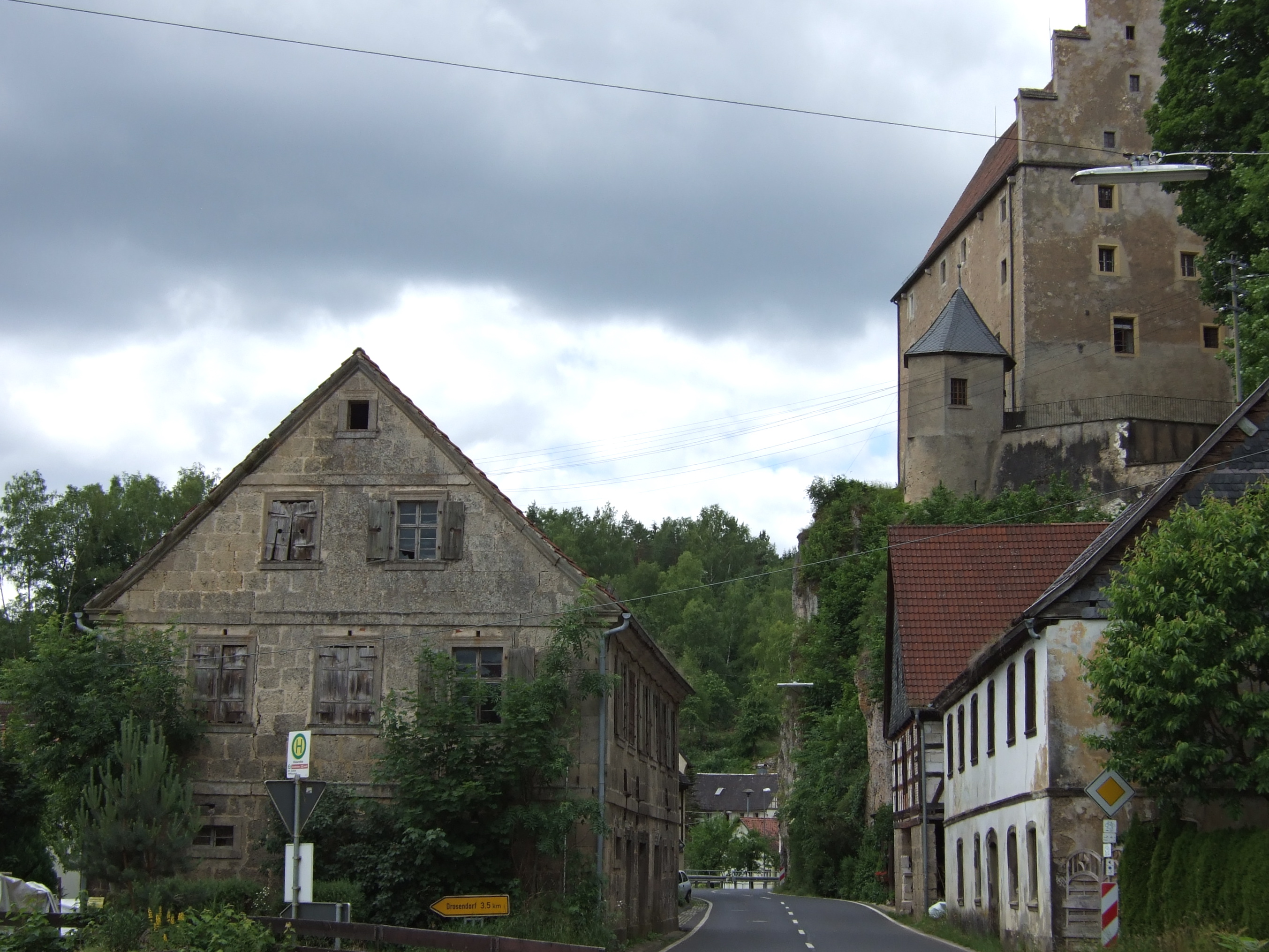
B 22 in Wiesentfels (2014)